# Simoselaps anomalus
Espèce
Synonymes
- Rhynchelaps anomalus Sternfeld, 1919

Simoselaps anomalus est une espèce de serpents de la famille des Elapidae.

## Répartition
Cette espèce est endémique d'Australie. Elle se rencontre en Australie-Occidentale, en Australie-Méridionale et dans le Territoire du Nord.

## Description
L'holotype de Simoselaps anomalus mesure 197 mm dont 24 mm pour la queue.

## Publication originale
- Sternfeld, 1919 : Neue Schlangen und Echsen aus Zentralaustralien. Senckenbergiana, vol. 1, p. 76-83 (texte intégral).